# Rickshaw (film)
Pour le véhicule, voir Rickshaw.
Pour plus de détails, voir Fiche technique et Distribution.
Rickshaw, une ombre dans la nuit (American Risciò) est un film d'action fantastique italien réalisé par Sergio Martino et sorti en 1989.

## Synopsis
À Miami, Scott est un jeune homme qui traîne un rickshaw dans les rues de la ville pour gagner sa vie et, entre un client et un autre, rencontre un jour une belle fille avec laquelle il flirte, mais découvre ce faisant qu'il est espionné par un homme. Après avoir attrapé le voyeur, Scott le bat et s'enfuit. Quelque temps plus tard, l'inconnu qui l'espionnait est retrouvé mort, ainsi que d'autres personnes avec lesquelles le garçon était en contact direct. Se sentant traqué, Scott s'enfuit jusqu'à ce qu'il trouve refuge chez Madame Luna, une femme orientale aux pouvoirs paranormaux.

## Fiche technique
- Titre original italien : American Risciò[1]
- Titre français : Rickshaw, une ombre dans la nuit[2]
- Réalisateur : Sergio Martino
- Scénario : Roberto Leoni, Sauro Scavolini, Maria Capuano Perrone
- Photographie : Giancarlo Ferrando (it)
- Montage : Eugenio Alabisio
- Musique : Luciano Michelini
- Production : Ricky Sacco
- Société de production : Dania Film, Medusa Distribuzione, National Cinematografica
- Pays de production :  Italie
- Langue originale : anglais
- Format : Couleur
- Durée : 94 minutes
- Genre : Film d'action fantastique
- Dates de sortie :
  - Italie : 1989 (visa délivré le 10 août 1989)
  - France : 25 juillet 1990[2]

## Distribution
- Mitch Gaylord : Scott
- Daniel Greene : Francis
- Victoria Prouty : Joanna
- Donald Pleasence : Révérend Morton
- Michi Kobi : Madame Luna
- Roger Pretto : Morgan
- Regina Rodriguez : Madame Luna (jeune)
- Darin De Paul : Sergent Preston
- Judy Clayton : Sarah
- Glenn Maska : Daniel
- Carmen López : Asuncion
- Gregg Todd Davis : Jason Morton
- Sherrie Rose : Mary Jo
- Nancy Duerr : Annonceur de télévision

## Production

### Attribution des rôles
Un véritable athlète a été choisi pour le rôle du protagoniste, Mitch Gaylord, ancien gymnaste américain et médaillé d'or aux Jeux olympiques d'été de 1984. Il faut également mentionner la présence de Daniel Greene, déjà connu du public italien pour d'autres films comme Elvira, maîtresse des ténèbres, mais aussi pour certaines séries télévisées comme Falcon Crest et L'Agence tous risques, et la présence féminine de Victoria Prouty, une jeune actrice qui restera par la suite un météore dans le monde du spectacle. Pour le célèbre acteur britannique Donald Pleasence, en revanche, c'est le rôle du mystérieux révérend qui a été choisi.

### Tournage
Le tournage du film s'est déroulé en Floride et plus particulièrement dans la région de Miami.